# Interregnum
Interregnum er tiden fra en konges død, til en ny krones. Ofte undgås disse perioder ved at proklamere Kongen er død, kongen længe leve og dermed udråbe den nye konge ved den forriges død. Af og til er perioden dog betydeligt længere, og den kan da få stor social og politisk betydning. Et interregnum kan med andre ord betragtes som et særtilfælde af den situation, der opstår i et magttomrum. Udtrykket kommer af latin og betyder "mellem kongers regeren".

## Længere perioder af interregnum

### I Danmark
1. 1103-1104 Erik Ejegod dør 1103, Niels bliver konge 1104
2. 1146-1157 Svend, Knud og Valdemar sloges om magten (borgerkrig), dvs interregnum fra Erik Lam til Valdemar den Store
3. 1332-1340 (Den kongeløse tid) Danmark var pantsat til og som følge heraf besat af holstenerne. Tilstanden ophørte med Grev Gerts død i Randers, dvs. interregnum fra Christoffer 2. til Valdemar Atterdag
4. 1523 et par måneder på grund af kamp om valg af Frederik I
5. 1533-1534 rigsrådet vægrede sig ved efter Frederik Is død at vælge den luthersk inspirerede Christian III. Tiden fra 10. april 1533-4. juli 1534

### I Norge
1481–1483

### I England
Perioden 1649-1660 hvor England var en republik under Oliver Cromwell.

### I Italien
- Hertugstyre i perioden 574-584

### I den polsk-litauiske realunion
Liste over Interrex i realunionen
Interregium blev kaldt interrex i den polsk-litauiske realunion. Adelen foretrak at se deres Rzeczpospolita eller realunion som arvtager til de romersk republikanske traditioner. Regenten beklædte en dobbelt titel konge af Polen og storfyrste af Litauen, der blev valgt ved frie valg, som ofte førte til et langt interregnum. Efter 1572 tilfaldt interrex-rollen den romersk-katolske ærkebiskop af Gniezno, Polen. Ærkebiskoppen kunne udpege en afløser (normalt biskoppen af Kujavia).
Interrex repræsenterede landet uderigspolitisk og overvågede administrationen indtil en ny konge blev valgt. Under særlige omstændigheder kunne interrex erklære krig og forhandle fred. Han indkaldte og præsiderede Sejmen og ledte valg i Sejmas, der valgte kongen.